# Duoviri
Duoviri (duumviro, duoviro o duóviro), dos hombres. Cargo público romano, que no magistratura, compuesto por dos hombres que aparece en muy diversos ámbitos de la administración. La más importante era la duoviri iure dicundo, magistratura ordinaria anual romana similar a la figura del consulado en la República, pero a nivel de colonias y municipios.

## Características
Conocemos sus tareas por las cartas de municipalidad. Desempeñan tanto tareas internas como externas. En tareas internas convocaban y presidían las asambleas legislativas y electorales, realizaban la jurisdicción municipal y la administración de las finanzas. En cuanto al exterior se encargaban de la correspondencia administrativa y jurídica con las estancias provinciales y el poder imperial, a su vez de firmar tratados con otras localidades y recibir personalidades. 
Otros tipos:
- duoviri perduellionis que actuaban en procesos de alta traición.
- duoviri agris dandis que asignan tierras.
- duoviri navales que construían la flota.
- duoviri quinquenales, cada 5 años tenían poderes censoriales, realizaban censos en el municipio.
- duoviri sacris faciundis, creada en época de los reyes, eran sacerdotes que se ocupaban de los sacrificios. Era un cargo vitalicio reservado a los patricios. Se incrementó a diez hombres (decemviri) en el siglo IV a. C. y a 15 (quindecemviri) en época de Sila.
- duoviri aedi locandae se ocupaban de la erección de un templo. Entre los conocidos, estuvo Quinto Marcio Rala, nombrado en los años 194 y 192 a. C.[1]